# Lommedalsbanan
Lommedalsbanan (Lommedalsbanen) är en privat stiftelse som driver en museijärnväg i Lommedalen i Bærums kommun i Norge.

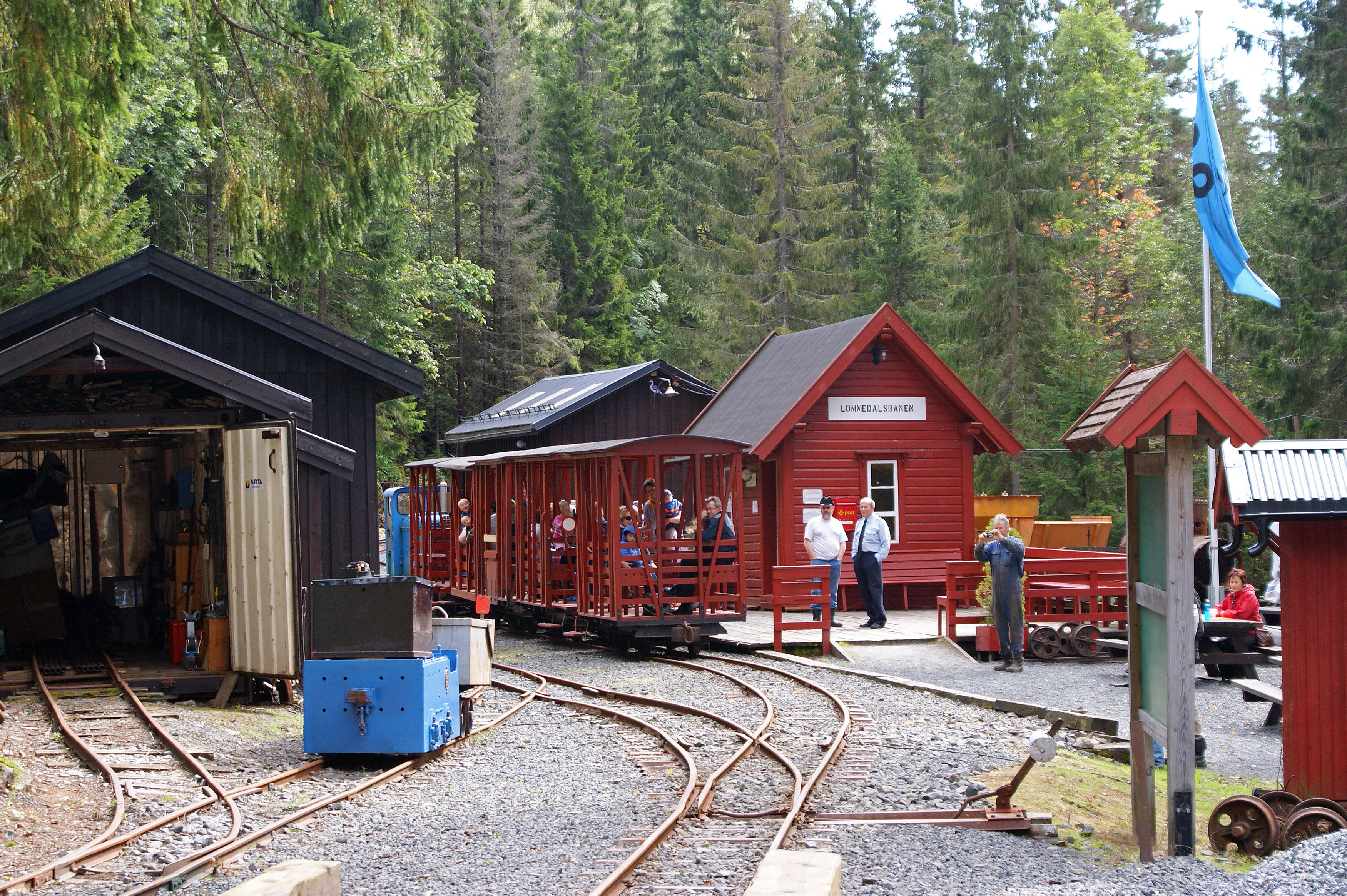
Tåg på Lommedalsbanen

Den startades i en trädgård i Haslum i Bærum 1957 av en järnvägsentusiast som önskade bevara till eftervärlden materiel från de gamla gruvjärnvägarna som hade en spårvidd på 60 cm och göra det tillgänglig för allmänheten. 1979 fick banan disponera ett område i Lommedalen och de första 45 meter spår anlades. Banan har i dag en spårlängd på ca 1000 meter. 
Banan drivs på frivillig basis men får bidrag från kulturdepartementet och Bærums kommun.
Den kör tåg på sommarhalvåret och är ett populärt utflyktsmål för barnfamiljer där barnen kan få uppleva att få köra riktiga tåg.